# The Old Farmer’s Almanac

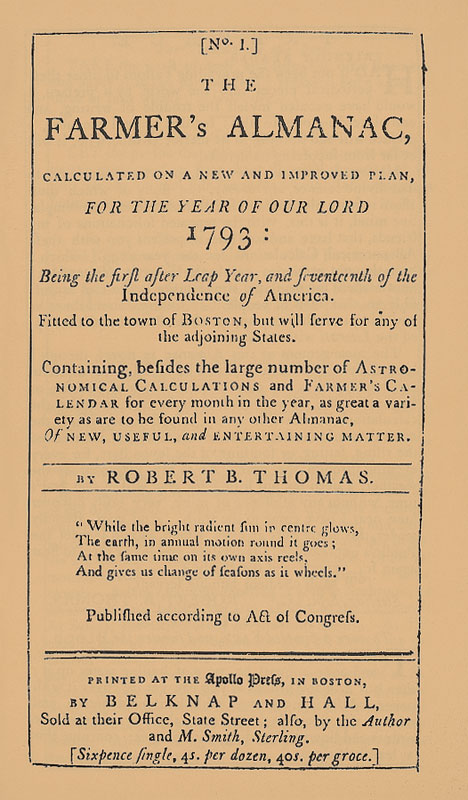
Okładka wydania z 1793 roku

The Old Farmer’s Almanac – almanach, który zawiera prognozy pogody, tabele pływów, wykresy sadzeń, dane astronomiczne, przepisy kulinarne i artykuły na wiele tematów, w tym z zakresu ogrodnictwa, sportu, astronomii i rolnictwa. W publikacji zawarto też anegdoty i część, która przewiduje trendy w modzie, podaje receptury kulinarne i sugestie wystroju domu w nadchodzącym roku.
Wydawany w drugi wtorek września roku poprzedzającego rok wydrukowany na okładce, Old Farmer’s Almanac jest publikowany nieprzerwanie od 1792, co czyni go najstarszą tego rodzaju publikacją w Ameryce Północnej.
W 1942 po wylądowaniu w nocy na pokładzie U-Boota na Long Island, został zatrzymany przez FBI niemiecki szpieg. W kieszeni jego płaszcza został znaleziony egzemplarz Old Farmer’s Almanac. Rząd USA spekulował, że Niemcy użyli almanachu do prognozowania pogody, co oznaczało, że książka pośrednio dostarczyła informacji wrogowi.